# 袁荣亲
袁荣亲，医学硕士，执业医师、心理治疗师，是中国优秀心理工作者,国家心理咨询师培训师，北京師范大学珠海分校应用心理研究中心副主任，广东省心理咨询专业委员会副主任委员，广东省社会心理学会理事，广东省行为医学会理事，广州妇女学研究会副会长，广州市中级人民法院少年庭心理专家，晴朗天心理咨询公司的创始人以及首席咨询师督导师。曾接受德国心理治疗师Angelika及美国心理治疗师Frank的长时间督导。编译了国内第一本与员工帮助计划（EAP）相关的专著《雇员心理支持指导计划》，曾接受中央电视台、广东电视台、广州日报及纽约时报、南方都市报等多家媒体的专访和报道。袁荣亲擅长于婚姻家庭、工作压力、心理健康、职业心理健康咨询。